# باشگاه فوتبال وردس
باشگاه فوتبال وردس (قبلا هانکوک وردس) یک باشگاه فوتبال بلیزی است که در لیگ برتر بلیز رقابت می‌کند. آنها در حال حاضر در سان ایگناسیو، بلیز، شهری واقع در ناحیه کایو، بلیز مستقر هستند. این باشگاه در سال ۱۹۷۶ به عنوان باشگاه فوتبال رئال وردس تأسیس شد و در سال ۲۰۰۰ نام خود را به هانکوک وردس تغییر داد. آنها اکنون فقط به عنوان وردس شناخته می‌شوند. این باشگاه یکی از قدیمی‌ترین تیم‌های فوتبال حرفه‌ای فعال در بلیز است و از زمان تأسیس فدراسیون فوتبال بلیز وجود داشته است. بازی‌های خانگی آنها در ورزشگاه نورمن بروستر برگزار می‌شود.

## افتخارات
- لیگ برتر بلیز: ۴ قهرمانی